# Famille Le Cour Grandmaison
 (novembre 2024).
La famille Le Cour Grandmaison de Nantes est une famille dont les membres ont joué un rôle important dans le commerce de cette ville aux XIXe siècle et XXe siècle.

## Personnalités

### Jean-Baptiste Lecour de Grandmaison (1724-1809)
Né le 27 avril 1724 à Blois, il devient chirurgien major sur les vaisseaux du roi, puis changeur du roi à Paimbœuf. Marguiller et trésorier de la fabrique de Paimbœuf, il est officier municipal de cette commune.
Marié à la fille d'un négociant nantais, il est le père de Jean-Baptiste Le Cour de Grandmaison (1759-1861) et de Henri-Auguste Lecour (1775-1857), ainsi que le beau-père de Jean-Baptiste Le Guillard de Belleville.
Il meurt le 5 décembre 1809 à Paimbœuf.

### Jean-Baptiste Le Cour de Grandmaison (1759-1861)
Né le 13 juin 1759 à Paimbœuf de Jean-Baptiste Lecour de Grandmaison (1724-1809), il entre jeune dans la marine, prend part à la Guerre d’Indépendance des États-Unis et est lieutenant de vaisseau en 1789, au début de la Révolution. Promu capitaine de frégate en 1791, puis capitaine de vaisseau, il demande sa retraite en 1804 à la suite d'un conflit avec le ministre de la Marine, Decrès. Il devient alors corsaire et reçoit la décoration du Lys sous la Restauration
Marié à Rose Anne Bonvallet, fille d'un capitaine corsaire, il est le père d'Adolphe Le Cour de Grandmaison et de Jean Baptiste Le Cour Grandmaison (1809-1877), ainsi que le beau-père du général-baron Marie Stanislas Prévost.
Il meurt le 13 janvier 1861 à Nantes.

### Henri-Auguste Lecour (1775-1857)
Né le 30 décembre 1775 à Paimbœuf de Jean-Baptiste Lecour de Grandmaison (1724-1809), il rentre dans la marine et devient capitaine de frégate et directeur du port de Nantes.
Il est fait chevalier de l'ordre de Saint-Louis et de la Légion d'honneur
Il meurt le 31 juillet 1857 à La Plaine-sur-Mer.

### Jean-Baptiste Le Cour de Grandmaison (1807-1877)
Né le 10 septembre 1807 à Nantes, il est fils de Jean-Baptiste Lecour de Grandmaison (1759-1861) et de Rose Anne Bonvallet ; il devient capitaine au long cours et négociant armateur. Il est élu juge suppléant au Tribunal de commerce de Nantes le 24 avril 1850.
Conseiller général du canton de Vertou de 1872 à 1877, il devient vice-président du Conseil général de la Loire-Inférieure.
Il fait construire le château de Mottechaix à Vertou, à côté de l’ancien logis de la famille de sa mère, puis acquiert le château de Coislin et de la forêt d'Araize.
Marié à Joséphine Gicquel, fille d'un armateur nantais, il est le père de Charles Le Cour-Grandmaison et de Henri Le Cour-Grandmaison, ainsi que le beau-père de Raoul Le Quen d'Entremeuse et d'Antoine de Callac.
Il meurt le 11 mai 1877, à Nantes.

### Henri Le Cour Grandmaison (1889-1960)
Né le 20 février 1889 à Nantes de Henri Le Cour-Grandmaison (1849-1916), il s'engage dans le 3e régiment de dragons en 1909, avant de passer dans l'aviation en 1915 (il est d'ailleurs le cousin de l'as Didier Le Cour Grandmaison). Lieutenant, il est fait officier de la Légion d'honneur et reçoit la croix de guerre avec une citation.
Il devient administrateur de la Compagnie nantaise des chargeurs de l'Ouest.
Maire de Campbon, il est conseiller général de Loire-Inférieure de 1919 à 1960.
Il est le gendre de Charles Marie Walckenaer.
Il meurt le 31 décembre 1960 à Nantes.

### Didier Le Cour Grandmaison (1889-1917)
Né le 18 mai 1889 à Nantes, Didier est le troisième fils de Charles Le Cour-Grandmaison (1848-1901) et de Louis François Saint-Maur. Il prend ses premières leçons au foyer familial, puis à l'école des Frères de la rue de Grenelle.
Après un bref essai vers l’École polytechnique, il entre à l'École militaire de Saint-Cyr (promotion du Maroc). En 1911, il est nommé au 26e régiment de dragons et affecté comme lieutenant à l'escadron qui tient garnison à Bourges ; puis il suit son régiment à Dijon (1912).
Lieutenant au 27e régiment de dragons, il passe, à sa demande, dans l'aviation, comme pilote, et commence son apprentissage à l'école du Crotoy.
Breveté le 1er mai 1915 (no 1006), prend le commandement de l'escadrille C47. En novembre 1915, Didier reçoit sa première citation à l'ordre de la IVe armée.
Au début avril 1916, Didier part pour Lyon découvrir le Caudron R4, nouvellement créé, pour tester et mettre au point les capacités de l'appareil. Le 6 mai 1916, Didier est nommé au commandement de l'escadrille C46, et, le 8 mai, promu capitaine. Le 15 juillet 1916, il abat son premier avion allemand ; le 6 septembre, le second.
Il obtient cinq victoires. Didier meurt en plein vol, le 10 mai 1917, lors d'un combat aérien, au nord-est de Berry-au-Bac ,. Après l'atterrissage, l'appareil subit un examen d'où il ressort que le corps de Didier Le Cour Grandmaison fut transpercé par les balles d'une rafale de mitrailleuse. On prévient immédiatement son frère aîné, Jean, qui se trouve alors dans la région avec sa batterie. Son corps est ramené à Fismes où ont lieu ses obsèques.
Il est fait chevalier de la Légion d'honneur (1er octobre 1916) et est titulaire de la Croix de Guerre avec cinq palmes.
Dossier individuel, service historique de la défense, 5YE 112.663 et article spécifique.

### Jacques Antoine Le Cour Grandmaison (1894-1980)
Né le 26 mars 1894 à Nantes de Charles Le Cour-Grandmaison (1848-1901), il est élève de l'École polytechnique. Capitaine d'artillerie, il devient directeur technique, puis directeur général des Ciments Lafarge.
Il est fait chevalier de la Légion d'honneur.
Gendre d'Henri Roux de Bézieux (1858-1937), il est le beau-père de Raymond Bacot.
Il meurt le 30 mars 1980 à Paris ; il est inhumé au cimetière de Vertou.

### François Le Cour Grandmaison
Conseiller municipal de Vertou, il est également conseiller général du canton de Vertou de 1927 à 1940.

### Anne Le Cour Grandmaison (1895-1986)
Écrivaine française. En 1937, elle a obtenu un des 12 prix Juteau-Duvigneaux (500 F), décerné par l'Académie française à l’auteur ou aux auteurs d'ouvrages de morale, surtout au point de vue catholique, pour son ouvrage Un émule du Curé d'Ars et de Don Bosco. Saint J.-B. Cottolengo.

### Bruno Le Cour Grandmaison (1931-2013)
Né à Paris, le 29 novembre 1931 et mort à Paris, le  24 septembre 2013, Bruno est le fils de Jacques-Antoine et d'Elisabeth Roux de Bézieux. Il devient économiste. Il a travaillé pour Matra Transport, en tant que directeur commercial France, dans le cadre du projet VAL . Conseiller économique auprès du sultanat d'Oman, il publie plusieurs ouvrages sur le sultanat.
Il épouse Colette Roche, chercheur au CNRS et au laboratoire d'ethnologie et de sociologie comparative de l'Université Paris-X-Nanterre. Bruno Le Cour Grandmaison est l'auteur de plusieurs publications sur l'Oman, dont un "Guide Bleu", une contribution à l'ouvrage collectif du CNRS, La péninsule arabique d'aujourd'hui, ainsi qu'une bibliographie générale.
Son fils Olivier (voir ci-après), quant à lui, a percé dans le domaine universitaire.

### Michel Le Cour Grandmaison (1922-1963)
Michel, fils de Jacques-Antoine et d'Elisabeth Roux de Bézieux, est né à Paris le 8 mai 1922  et mort le 4 janvier 1963 ; il  épouse à Imphy (Nièvre) le 2 octobre 1954 Chantal d'Abbadie de Barrau. Il est inhumé à Vertou.
Une avenue de Saint-Herblain [Loire-Atlantique] honore la mémoire de Michel Le Cour Grandmaison.

### Vincent Le Cour Grandmaison
Élève à l'École militaire de Saint-Cyr (promotion « Général de Monsabert ») et de l'École d'application (1985) il rejoint la Légion étrangère.
Colonel, il est le commandant militaire du Prytanée national militaire de La Flèche de 2007 à 2010; en 2016, il est nommé aux écoles de Saint-Cyr Coëtquidan en tant que commandant en second et directeur général de la formation militaire.
Il est nommé général de brigade en 2019.
Vincent Le Cour Grandmaison est chevalier de la légion d’honneur, officier de l’ordre national du mérite et est titulaire de la croix de la valeur militaire.
Marié, il est père de cinq enfants.

## Alliances
Les principales alliances de la famille Le Cour Grandmaison sont : Roux de Bézieux (1921), du Pontavice des Renardières, Sioc'han de Kersabiec, Tardieu de Maleissye-Melun, Burrus, Le Tanneur de Rancourt, d'Abbadie de Barrau, Robert de Saint-Vincent, Nicolazo de Barmon, Asselin de Williencourt, de Marliave, de Lassus Saint-Geniès, de Brisoult, de Lavenne de la Montoise, de Laguarigue de Survilliers, de Guerry de Beauregard, Le Roux de Bretagne, Le Tourneurs du Val, de Beaudrap, Hamon de La Thébeaudière, d'Armand de Châteauvieux, Levesque du Rostu, de Parseval.

## Galerie

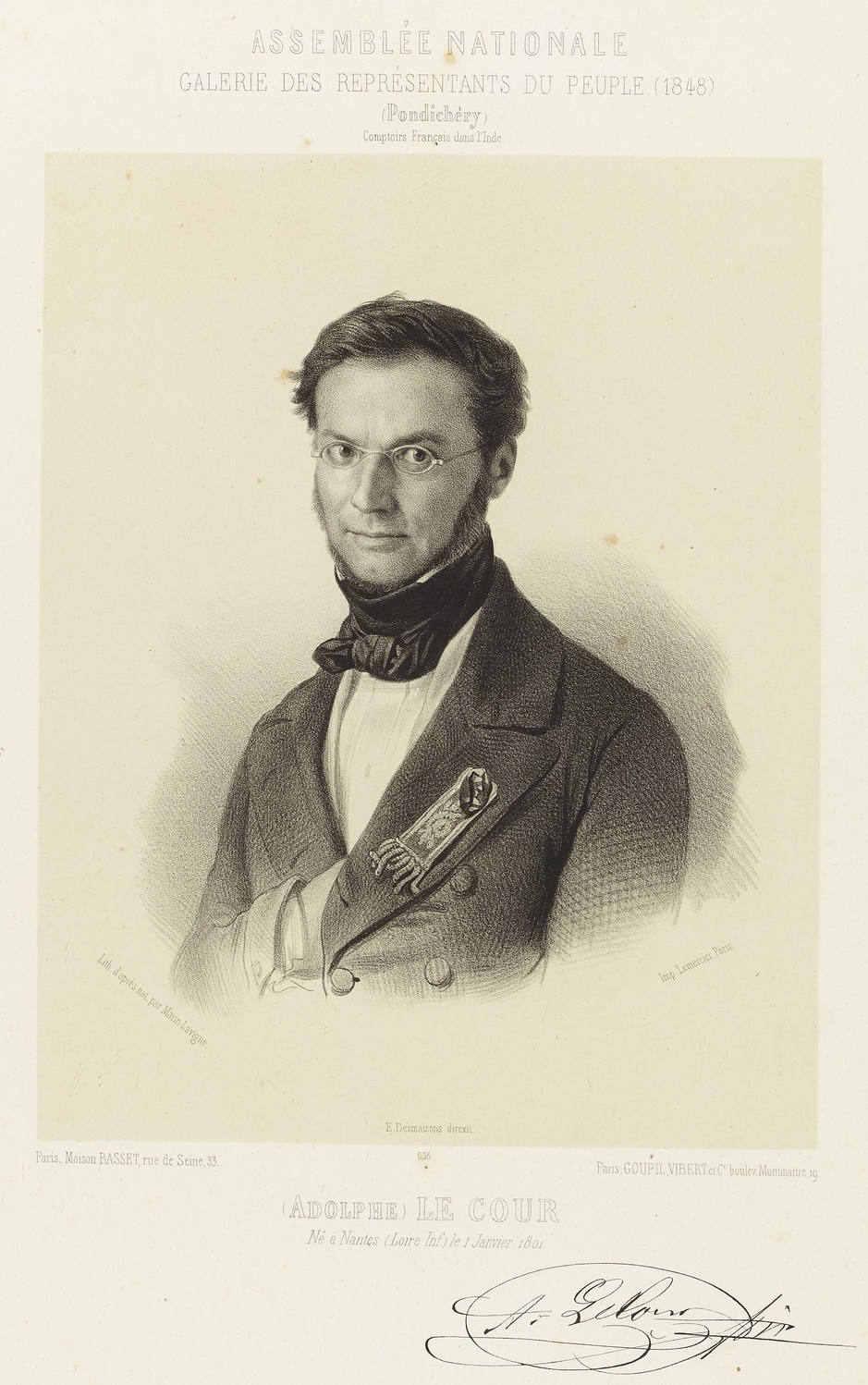
Adolphe Le Cour de Grandmaison (1801-1851)
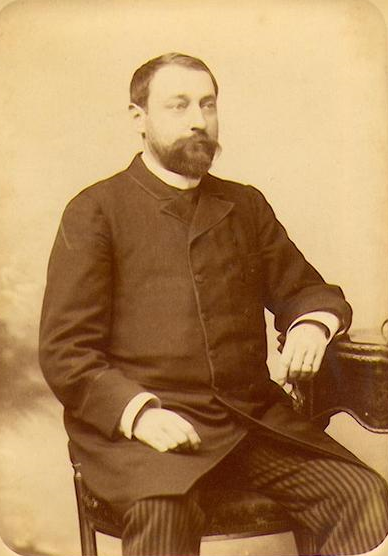
Charles Le Cour-Grandmaison (1848-1901)
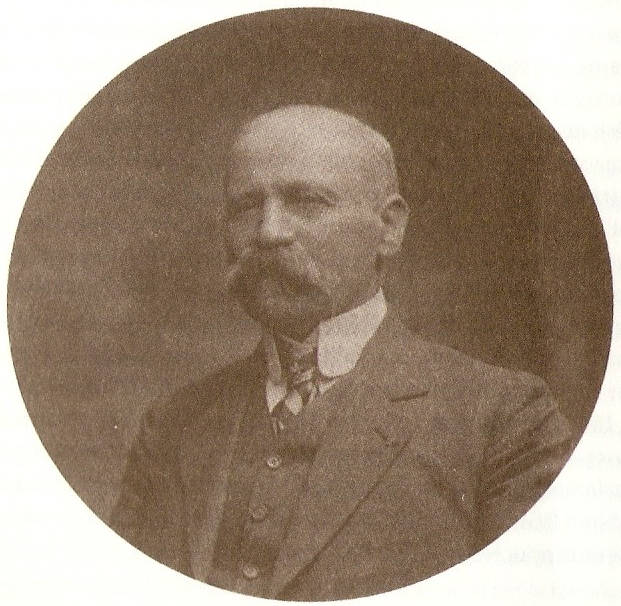
Henri Le Cour-Grandmaison (1889-1960)
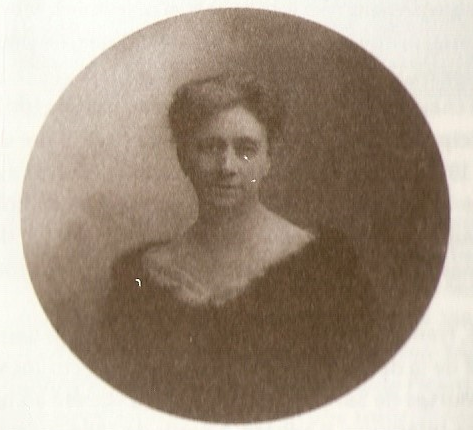
Madame Henri Le Cour Grandmaison, née Mathilde Halgan (1866-1920)
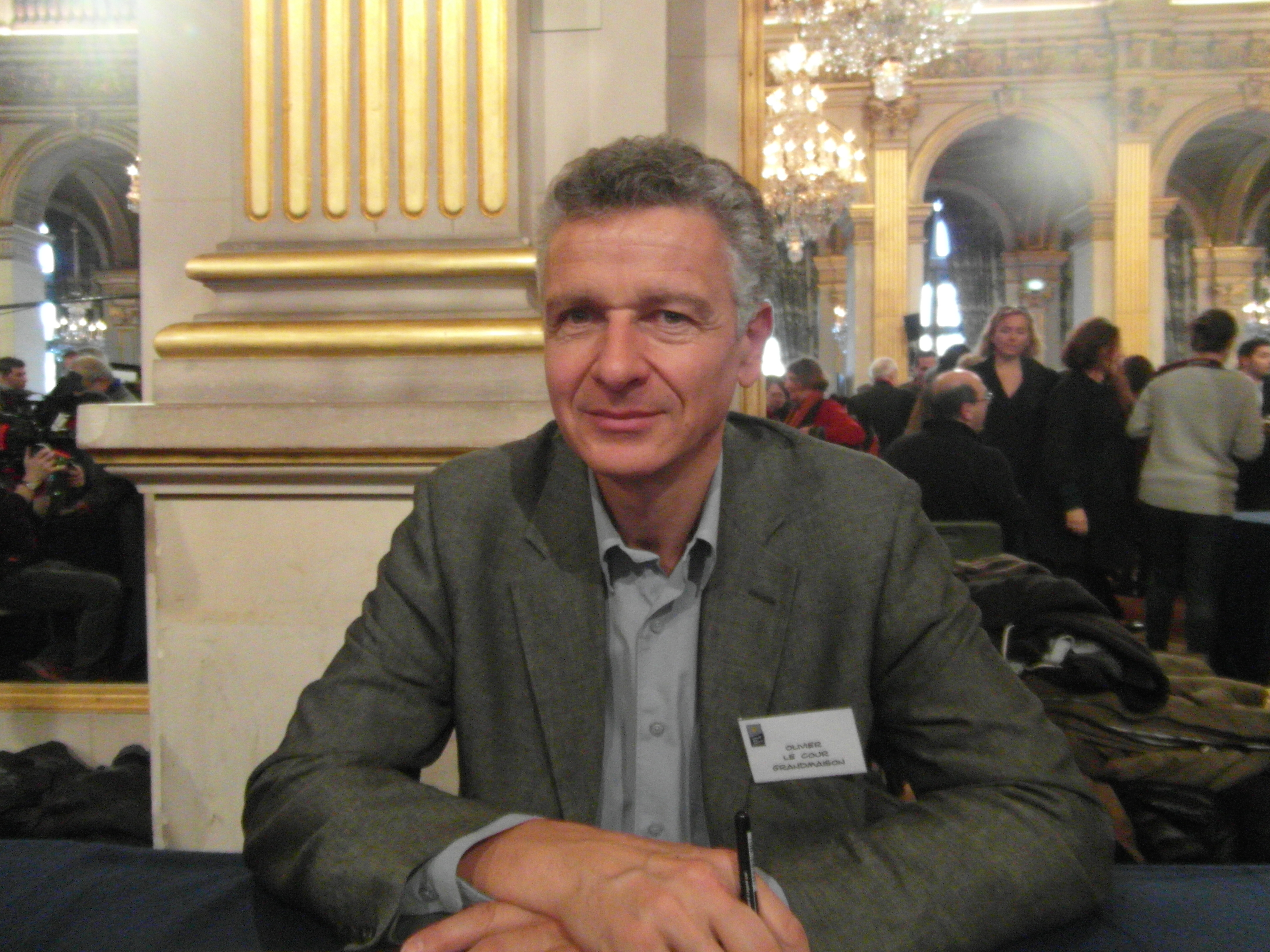
Olivier Le Cour Grandmaison
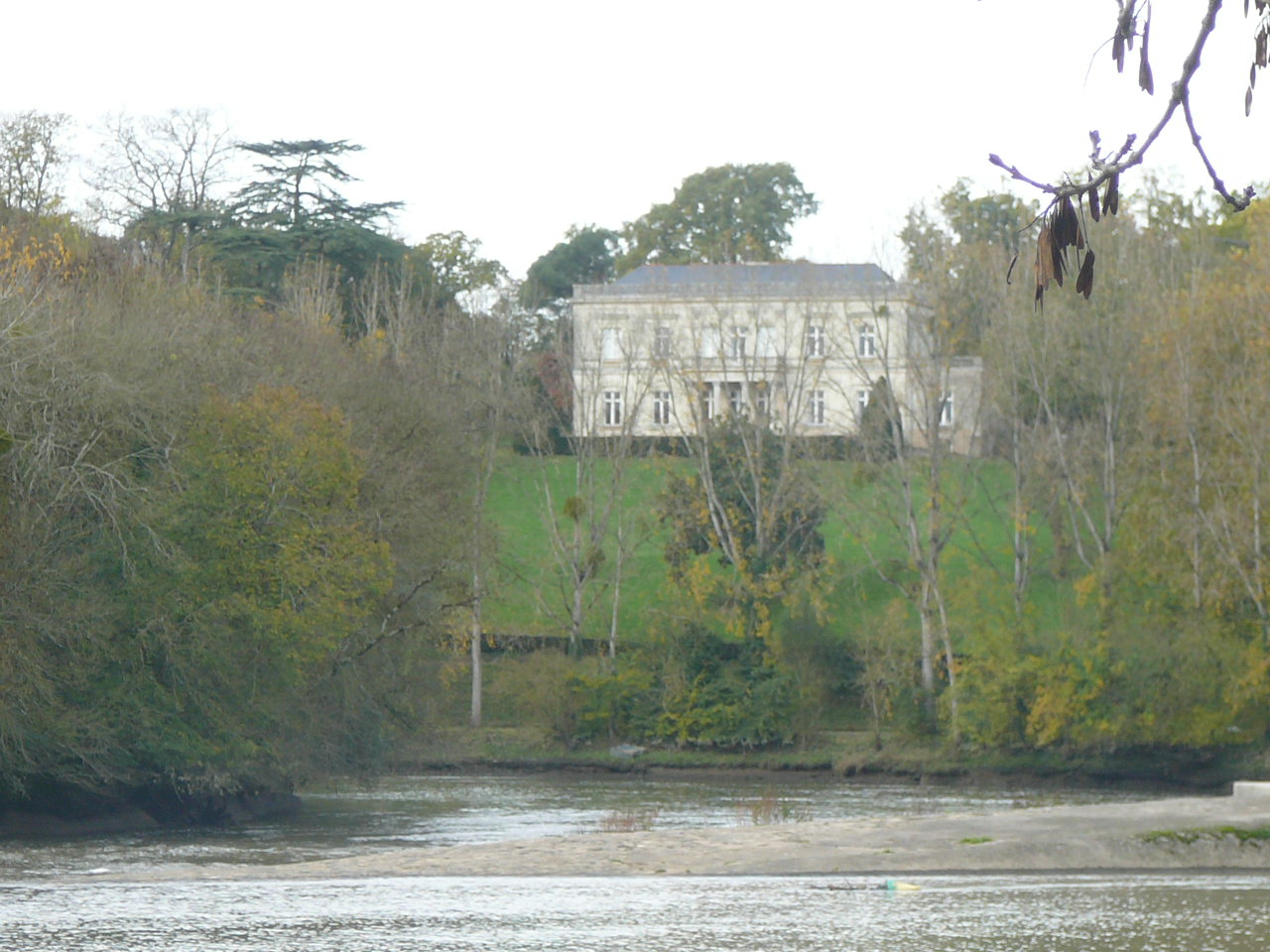
Château de Mottechaix
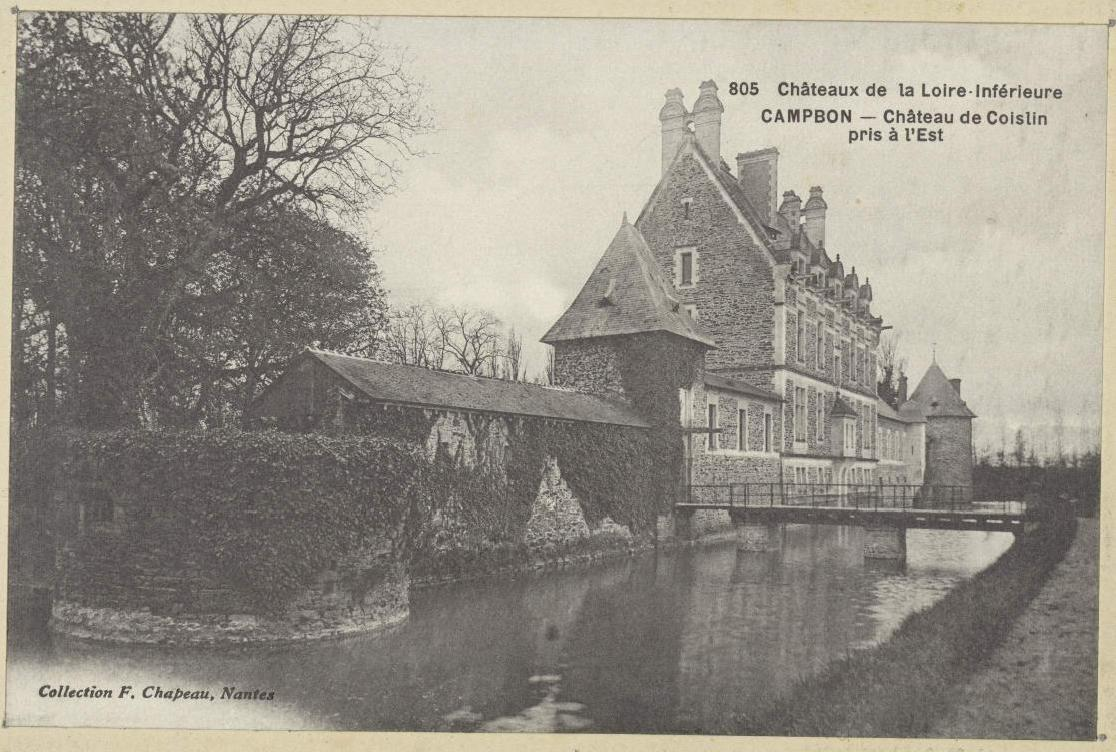
Château de Coislin

## Armes
La famille Le Cour Grandmaison porte : D'argent à une aigle au vol abaissé de sable, becquée et membrée de gueules, à une fasce d'or brochant sur le tout.